# Route nationale 5 (Madagascar)
La route nationale 5 (RN 5) è una strada statale del Madagascar, lunga 402 km, che collega Toamasina a Maroantsetra.